# Tox (factor de transcripció)
TOX (Thymocyte Selection-Associated HMG Box) és un factor de transcripció que pertany a la família de proteïnes amb domini HMG-box. Aquesta proteïna juga un paper clau en el desenvolupament dels limfòcits T en el timus i regula processos de diferenciació cel·lular mitjançant la modulació de l’estructura de la cromatina. La seva funció és necessària per garantir una resposta immunitària adaptativa adequada.
TOX és membre de la família de factors de transcripció TOX, que inclou altres proteïnes relacionades com TOX2, TOX3 i TOX4. Aquestes proteïnes comparteixen un domini conservat HMG-box, responsable de la seva capacitat per unir-se a l’ADN i modificar la seva estructura tridimensional, afavorint la transcripció de gens específics.

## Funció biològica
TOX s’expressa de manera transitòria durant la maduració dels timòcits, les cèl·lules precursores dels limfòcits T, dins el timus. Durant la selecció positiva, TOX promou la supervivència de cèl·lules T capaces de reconèixer antígens propis de forma moderada, un pas crucial per evitar la resposta autoimmunitària.

## Expressió i regulació
La regulació de l’expressió de TOX està controlada per senyals derivats del receptor de cèl·lules T (TCR) i per vies intracel·lulars associades a la resposta immunitària. La seva expressió sostinguda en situacions no fisiològiques pot alterar la diferenciació normal de les cèl·lules.

## Altres processos cel·lulars
A més de la seva funció en limfòcits T, TOX ha estat implicat en el desenvolupament de cèl·lules limfoides innates (ILCs) i en la maduració d’altres línies cel·lulars del sistema immune.